# Al amor de los clásicos
Al amor de los clásicos (2008) es un libro de ensayo de Juan José Cuadros escrito a lo largo de su trayectoria literaria y dedicado a los clásicos de la literatura, entre ellos a Sem Tob, Jorge Manrique, arcipreste de Hita y también de la Generación del 27, como Antonio Machado y Rafael Alberti concluyendo con Ramón de Garciasol
Este complejo trabajo lo recoge César Augusto Ayuso, y es el encargado de su edición y prólogo. Algunos de los trabajos recogidos en este libro, fueron objeto de tertulias literarias como era el caso de la Elegía a Rafael Alberti (1966) o el dedicado a Antonio Machado, Reflejo de las coplas, que leyó en Palencia en 1974, con motivo del V centenario de la muerte de Jorge Manrique. 